# 季约尔别克·乌罗兹博耶夫
季约尔别克·乌罗兹博耶夫（1993年8月17日—），乌兹别克斯坦男子柔道运动员，2016年夏季奥运会男子60公斤级铜牌得主、2018年亚洲运动会男子60公斤级金牌得主。